# Los lunes al sol
Los lunes al sol és una pel·lícula de 2002 dirigida per Fernando León de Aranoa, i coproduïda per Espanya, França i Itàlia.

## Argument
Anys després de la reconversió industrial de Vigo i les protestes massives pels acomiadaments, diversos d'aquests aturats viuen el dia a dia. El fracàs tenyeix les seues figures i la situació es torna cada vegada pitjor. Així transcorre la seua vida, sense feina, estirant-se els dilluns al sol.

## Repartiment
- Javier Bardem com Santa
- Luis Tosar com José
- José Ángel Egido com Lino
- Nieve de Medina com Ana
- Enrique Villén com Reina
- Celso Bugallo com Amador
- Joaquín Climent com Rico
- Aída Folch com Nata
- Fernando Tejero com Lázaro
- Laura Domínguez com Ángela

## Comentaris
La pel·lícula té la seua inspiració (i s'hi va rodar) en Vigo (Pontevedra), concretament als anys posteriors de l'inici de la reconversió industrial on hi va haver empreses que van acomiadar una gran quantitat de treballadors. Recorda molt al drama dels astillers "Naval Gijón" al port de El Musel, amenaçant el tancament durant molt de temps, a causa dels problemes de qualitat, costos, temps i tecnologia; en definitiva la pèrdua de competitivitat. Segons els autors, s'inspira en la vida dels sindicalistes Cándido González Carnero i Juan Manuel Martínez Morala.

## Influències
Los lunes al sol té una forta influència del cinema social europeu i de directors com Ken Loach. Hi ha escenes que són autèntics homenatges al Neorealisme italià com, per exemple, aquella en què en Lino entra a l'oficina de l'atur i la càmera es fixa en el voltant i en el fet que són molts els que estan en la mateixa situació que ell, tret de la pel·lícula de Vittorio De Sica El lladre de bicicletes.

## Premis
XVII edició dels Premis Goya
| Categoria                                     | Persona                                   | Resultat   |
| --------------------------------------------- | ----------------------------------------- | ---------- |
| Millor pel·lícula                             | Millor pel·lícula                         | Guanyadora |
| Millor director                               | Fernando León de Aranoa                   | Guanyador  |
| Millor actor                                  | Javier Bardem                             | Guanyador  |
| Millor interpretació masculina de repartiment | Luis Tosar                                | Guanyador  |
| Millor actriu revelació                       | Nieve de Medina                           | Candidata  |
| Millor actor revelació                        | José Ángel Egido                          | Guanyador  |
| Millor guió original                          | Fernando León de Aranoa Ignacio del Moral | Candidats  |
| Millor muntatge                               | Nacho Ruiz Capillas                       | Candidat   |

Premis Unió d'Actors
| Categoria                   | Persona          | Resultat   |
| --------------------------- | ---------------- | ---------- |
| Millor actor                | Javier Bardem    | Guanyador  |
| Millor actor de repartiment | Joaquín Climent  | Guanyador  |
| Millor actriu secundària    | Nieve de Medina  | Guanyadora |
| Millor actor secundari      | Luis Tosar       | Guanyador  |
| Millor actor secundari      | José Ángel Egido | Candidat   |
| Millor actriu revelació     | Nieve de Medina  | Guanyadora |
| Millor actor revelació      | José Ángel Egido | Candidat   |

Festival de Sant Sebastià
| Categoria                             | Persona                               | Resultat   |
| ------------------------------------- | ------------------------------------- | ---------- |
| Conquilla d'Or a la millor pel·lícula | Conquilla d'Or a la millor pel·lícula | Guanyadora |

Premis Ondas
| Categoria         | Persona           | Resultat   |
| ----------------- | ----------------- | ---------- |
| Millor pel·lícula | Millor pel·lícula | Guanyadora |

Fotogramas de Plata
| Categoria         | Persona           | Resultat   |
| ----------------- | ----------------- | ---------- |
| Millor pel·lícula | Millor pel·lícula | Guanyadora |
| Millor actor      | Javier Bardem     | Guanyador  |

Premis del Cinema Europeu
| Categoria       | Persona                 | Resultat  |
| --------------- | ----------------------- | --------- |
| Millor director | Fernando León de Aranoa | Candidat  |
| Millor actor    | Javier Bardem           | Candidat  |
| Millor actriu   | Nieve de Medina         | Candidata |

Premis del Cercle d'Escriptors Cinematogràfics
| Categoria                | Persona                  | Resultat   |
| ------------------------ | ------------------------ | ---------- |
| Millor pel·lícula        | Millor pel·lícula        | Guanyadora |
| Millor director          | Fernando León de Aranoa  | Guanyador  |
| Millor actor principal   | Javier Bardem            | Guanyador  |
| Millor actor secundari   | Luis Tosar               | Guanyador  |
| Millor actriu secundària | Nieve de Medina          | Guanyadora |
| Millor actor secundari   | José Ángel Egido         | Candidat   |
| Millor guió              | Fernando León de Aranoa  | Guanyador  |
| Millor fotografia        | Alfredo Fernández Méndez | Candidat   |
| Millor muntatge          | Nacho Ruiz Capillas      | Candidat   |
| Millor música original   | Lucio Godoy              | Candidat   |

Premis ACE (Argentina)
| Categoria                | Persona                 | Resultat   |
| ------------------------ | ----------------------- | ---------- |
| Millor pel·lícula        | Millor pel·lícula       | Candidata  |
| Millor director          | Fernando León de Aranoa | Candidato  |
| Millor actor             | Javier Bardem           | Guanyador  |
| Millor actriu secundària | Nieve de Medina         | Guanyadora |
| Millor actor secundari   | Luis Tosar              | Candidat   |